# تربر لابیشه
تربر لابیشه، روستایی در دهستان تربر بخش داریان شهرستان شیراز در استان فارس ایران است.

## جمعیت
بر پایه سرشماری عمومی نفوس و مسکن در سال ۱۳۹۵، جمعیت این روستا برابر با ۱٬۷۵۵ نفر (۵۰۲ خانوار) بوده است.